# هاف تري هولو
هاف تري هولو هي ضاحية صغيرة بمدينة جيمستاون عاصمة جزيرة سانت هيلينا التابعة لبريطانيا في جنوب المحيط الأطلنطى تم بنائها أعلى سلم يعقوب نتيجة عدم وجود مساحات كافية في مدينة جيمستاون وأيضاً نتيجة لطبيعة تربتها, في الوقت الحالي تملك هذه الضاحية تعداد أكبر من تعداد جيمستاون .

## وصلات خارجية
صورة تُظهر مدينة هاف تري هولو 

## المصدر
‌